# Anadolu Efes
Anadolu Efes Biracılık ve Malt Sanayii A.Ş. ist ein türkischer Getränkekonzern und als solcher eine Tochtergesellschaft der Anadolu-Gruppe. Anadolu Efes wurde 1969 gegründet und besitzt 15 Brauereien, 6 Mälzereien und 23 Getränkeabfüllbetriebe in der Türkei, in Russland und anderen Ländern. Der Name Efes wurde der Stadt Ephesos entlehnt, die in der Nähe der ersten Efes-Brauerei in İzmir liegt. Der Barth-Report 2017/2018 (Barth-Haas-Group) verzeichnete die Efes Gruppe 2017 als zwölftgrößte Brauereigruppe der Welt.

## Struktur
Anadolu Efes ist in drei Geschäftsfelder gegliedert:
- türkisches Biergeschäft (in Holding angesiedelt; 5 Brauereien)
- internationales Biergeschäft (Efes Breweries International N.V.)
- alkoholfreie Getränke (Coca-Cola İçecek A.Ş. / CCİ)

In der Türkei ist Anadolu Efes mit einem Marktanteil von 75 % bei Bier und 66 % bei Erfrischungsgetränken Marktführer. Fünf türkische Brauereien gehören zu Anadolu Efes.
Außerhalb der Türkei betreibt der Konzern Brauereien in Russland (6 Standorte), Kasachstan (2), Ukraine, Moldau und Georgien (je 1). Das Einbecker Brauhaus stellte im Rahmen eines Lohnbrauvertrages von 2010 bis Anfang 2016 Efes Pilsen in Deutschland her. Seither wird das Bier für Deutschland in der Gilde Brauerei gebraut. Ab Herbst 2025 wird es von der  H. C. Drinks Solutions GmbH, einer Tochtergesellschaft der Warsteiner Brauerei Haus Cramer, in Warstein gebraut.
Anadolu Efes hält ca. die Hälfte der Anteile am fünftgrößten Coca-Cola-Abfüller Coca-Cola İçecek (CCİ) mit Standorten in der Türkei, in Kasachstan, Kirgisistan, Aserbaidschan, Tadschikistan, Irak, Jordanien und in Turkmenistan. In Pakistan und Syrien ist CCİ zur Hälfte an Getränkefirmen beteiligt.
Im März 2018 legten der belgische Bierkonzern AB-InBev und die Efes Group ihr Russland- und Ukraine-Geschäft zusammen (auf Seite AB InBev gehören dazu SUN Interbrew Limited, bestehend aus SUN InBev OJSC in Russland bzw. SUN InBev Ukraine PJSC). An der neuen Gesellschaft AB InBev Efes halten beide Unternehmen 50 %.
Anadolu Efes hat folgende Eigentümer: Anadolu-Gruppe 43,05 %, AB Inbev 24,00 % und der Rest der Aktien in Streubesitz.

## Marken
Das bekannteste Bier der Brauereigruppe ist Efes Pilsener. Es ist das mit Abstand meistproduzierte Bier in der Türkei, das in ca. 70 Ländern erhältlich ist. Das Bier hat einen Alkoholgehalt von 4,9 %

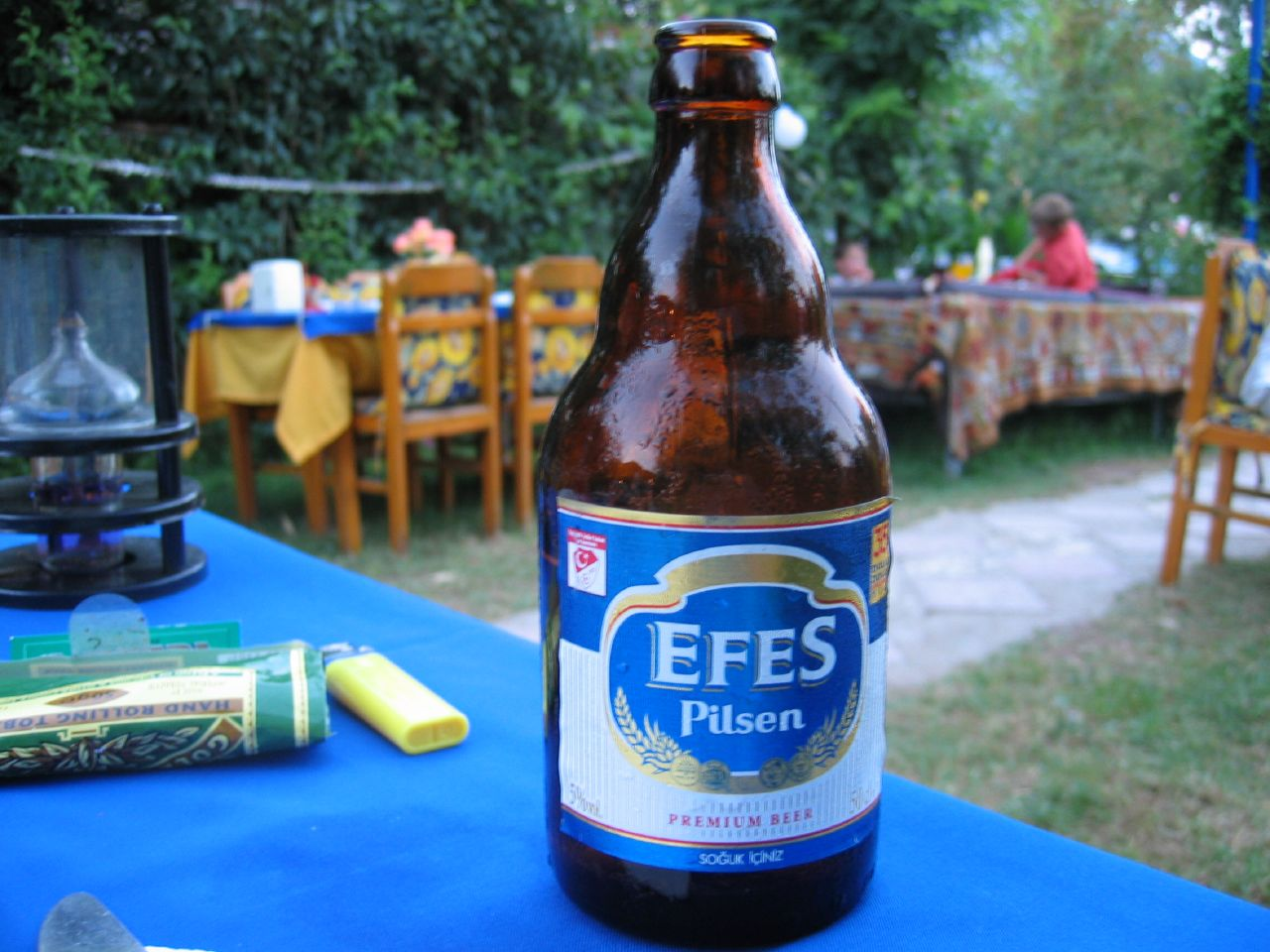
Bierflasche von Efes Pilsen
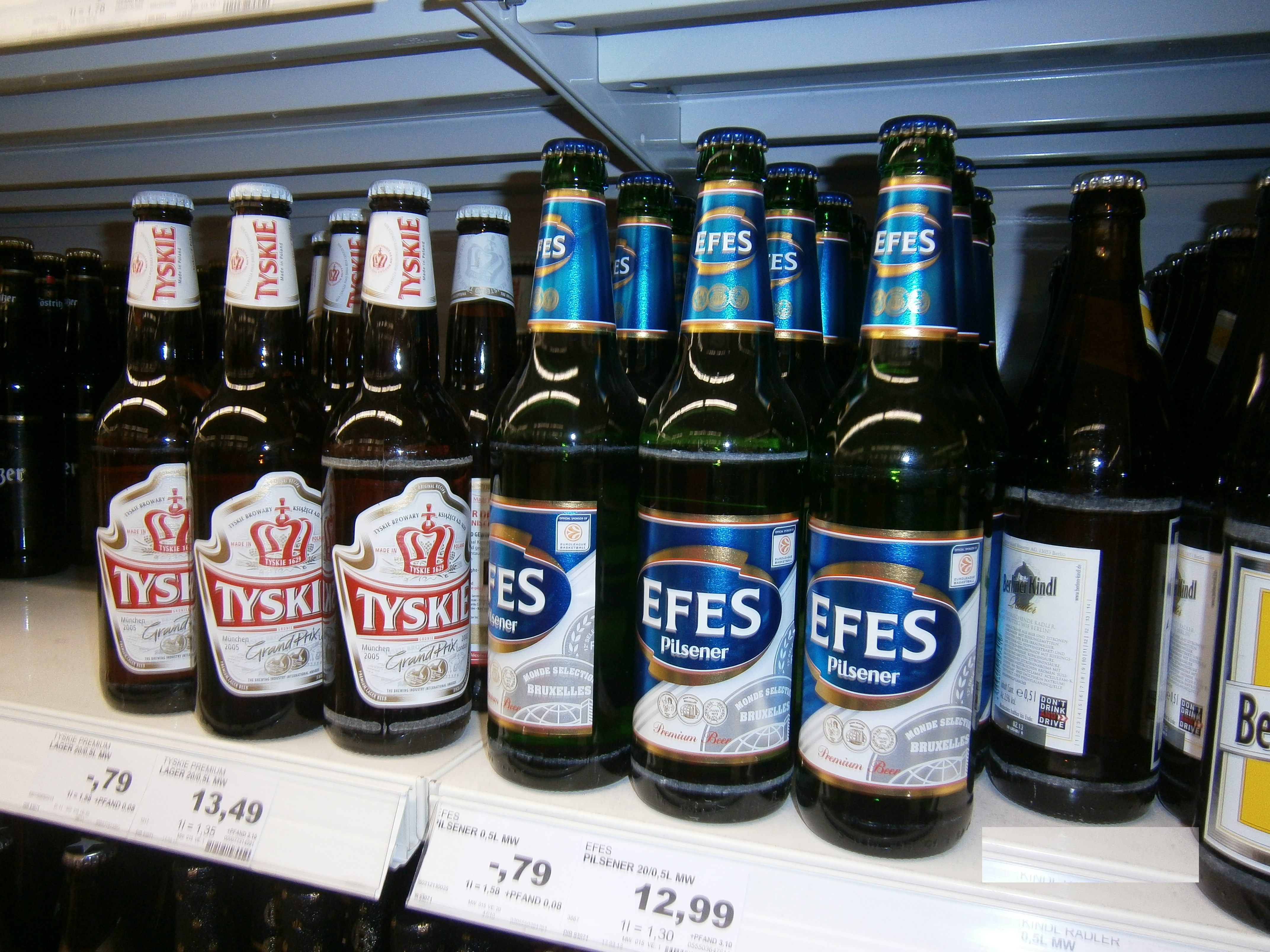
Efes Pilsner im Supermarkt
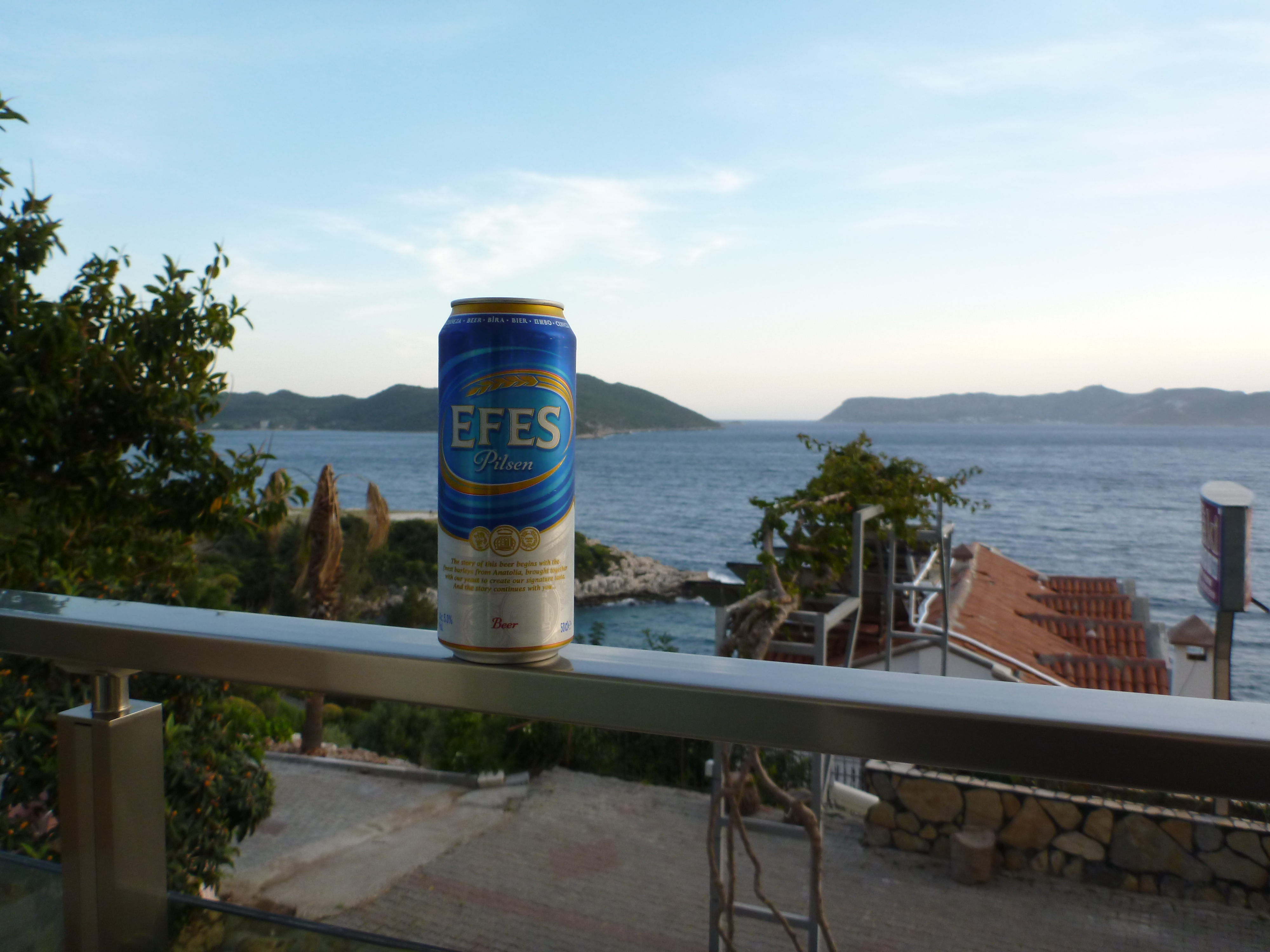
Dose Efes Pilsner

Die Brauerei stellt noch weitere Sorten her: Efes Malt, Efes Dark, Efes Light (mit geringerem Brennwert), Efes Ice, Efes Xtra (mit hohem Alkoholgehalt), Efes Gusta (Weizenbier) sowie Mariachi und Mariachi Black mit Zitronen- und Agavenaromen. Ferner gibt es noch die zweite (Spezialitäten-)Marke Marmara in der Starkbiervariante Marmara Kirmizi (rot) und als Marmara Gold, sowie diverse nichtalkoholische Getränke.
Efes braut seit 2000 Miller Genuine Draft, seit 2002 Beck’s und seit 2005 Foster’s in der Türkei in Lizenz.

## Sport
Die Efes-Brauerei ist der Hauptsponsor des gleichnamigen türkischen Basketballteams Anadolu Efes SK. Die Mannschaft ist eine von vier Basketball-Mannschaften in Istanbul. Efes Pilsen ist auch der Namenssponsor der ersten türkischen Futsal Liga.